# でんでんの電脳電車
『でんでんの電脳電車』は、日本のテレビアニメ作品。CBCテレビほかにて7分枠の短編アニメとして2023年4月から6月まで放送。
バーチャルYouTuber（VTuber）やバーチャルシンガー（Vsinger）が本人役として出演する。

## 登場キャラクター

### メインキャラクター
獅子神レオナ
主人公。歌うことが好きで、本作ではツッコミ役。
ユプシロン
主人公。性別や年齢の概念のないVsinger。クールに見えるが天然。
Figaro
SODA KITのメンバー。普段は清楚だが、時折口調が荒くなる。
Rasetsu
SODA KITのメンバー。ユプシロンの兄で、鬼。
Mugei
SODA KITのメンバー。負けず嫌いな俺様キャラ。

### 電車の精霊「でんでん」
オーディションにて選出。
- 以下の3名はLive2Dで出演。
  - うなき
  - 雪衣さーぺん
  - クリス
- 以下の3名はナレーション出演。
  - 甘巫たいやき)3
  - とこよ かりこ
  - 田園絵真

## スタッフ
- 監督・脚本・演出 - 松田圭太[4]
- 原案 - ユプシロン[4]
- キャラクターデザイン - 咲良ゆき（獅子神レオナ）、さくしゃ2（ユプシロン、Rasetsu）、まろ谷（Figaro）、ゆづひ（Mugei）、竹花ノート（雪衣さーぺん、クリス）、犬山ななみ（うなき）[4]
- 美術・技術・撮影 - ICT[4]
- 編集 - 松田圭太、狐月ユキ
- 劇伴 - sachi[4]
- プロデューサー - Joyun
- 制作 - STUDIO HUIT
- 企画・制作 - でんでんの電脳電車製作委員会（CHET Marketing、STUDIO HUIT、ポニーキャニオン、CBCテレビ[4]）

## 主題歌
「Den of Daylight」
獅子神レオナによるオープニングジングル。作詞・作曲はユプシロン、編曲は⌘ハイノミ。
「ドーン！」
ユプシロンによるエンディング主題歌。作詞はユプシロン、編曲はsachi、作曲は両者による。

## 各話リスト
| 話数   | サブタイトル                      | 放送日         |
| ------ | --------------------------------- | -------------- |
| 第1話  | ポケベル                          | 2023年 4月13日 |
| 第2話  | 料理のさしすせそ                  | 4月20日        |
| 第3話  | 面接                              | 4月27日        |
| 第4話  | 四文字熟語                        | 5月4日         |
| 第5話  | レストラン                        | 5月11日        |
| 第6話  | 無人島に持っていくもの            | 5月18日        |
| 第7話  | 1日だけ好きなものになれるとしたら | 5月25日        |
| 第8話  | 喧嘩するほど仲がいい              | 6月1日         |
| 第9話  | モテる方法                        | 6月8日         |
| 第10話 | 通信手段                          | 6月15日        |
| 第11話 | リラックス方法                    | 6月22日        |
| 第12話 | 和製英語                          | 6月29日        |

## 放送局
| 放送期間                | 放送時間                     | 放送局    | 対象地域   | 備考                                     |
| ----------------------- | ---------------------------- | --------- | ---------- | ---------------------------------------- |
| 2023年4月13日 - 6月29日 | 木曜 1:35 - 1:42（水曜深夜） | CBCテレビ | 中京広域圏 | 製作参加                                 |
| 2023年4月20日 - 7月6日  | 木曜 22:16 - 22:23           | AT-X      | 日本全域   | CS放送 / 限定映像付き / リピート放送あり |

| 配信開始日    | 配信時間                   | 配信サイト                       |
| ------------- | -------------------------- | -------------------------------- |
| 2023年4月13日 | 木曜 2:00（水曜深夜） 更新 | バンダイチャンネル               |
|               | 木曜 12:00 更新            | TVer                             |
| 2023年4月14日 | 金曜 0:00（木曜深夜） 更新 | J:COMオンデマンド TELASA milplus |
|               | 金曜 14:00 更新            | Amazonプライム・ビデオ           |